# Naarden
Naarden ( ˈnaːrdə(n) (?·pàg.)) és una ciutat i antic municipi de la regió del Gooi al sud-est de la província d'Holanda del Nord, als Països Baixos. Des de l'any 2016, Naarden forma part del municipi de Gooise Meren.

## Llocs d'interès

### La fortalesa

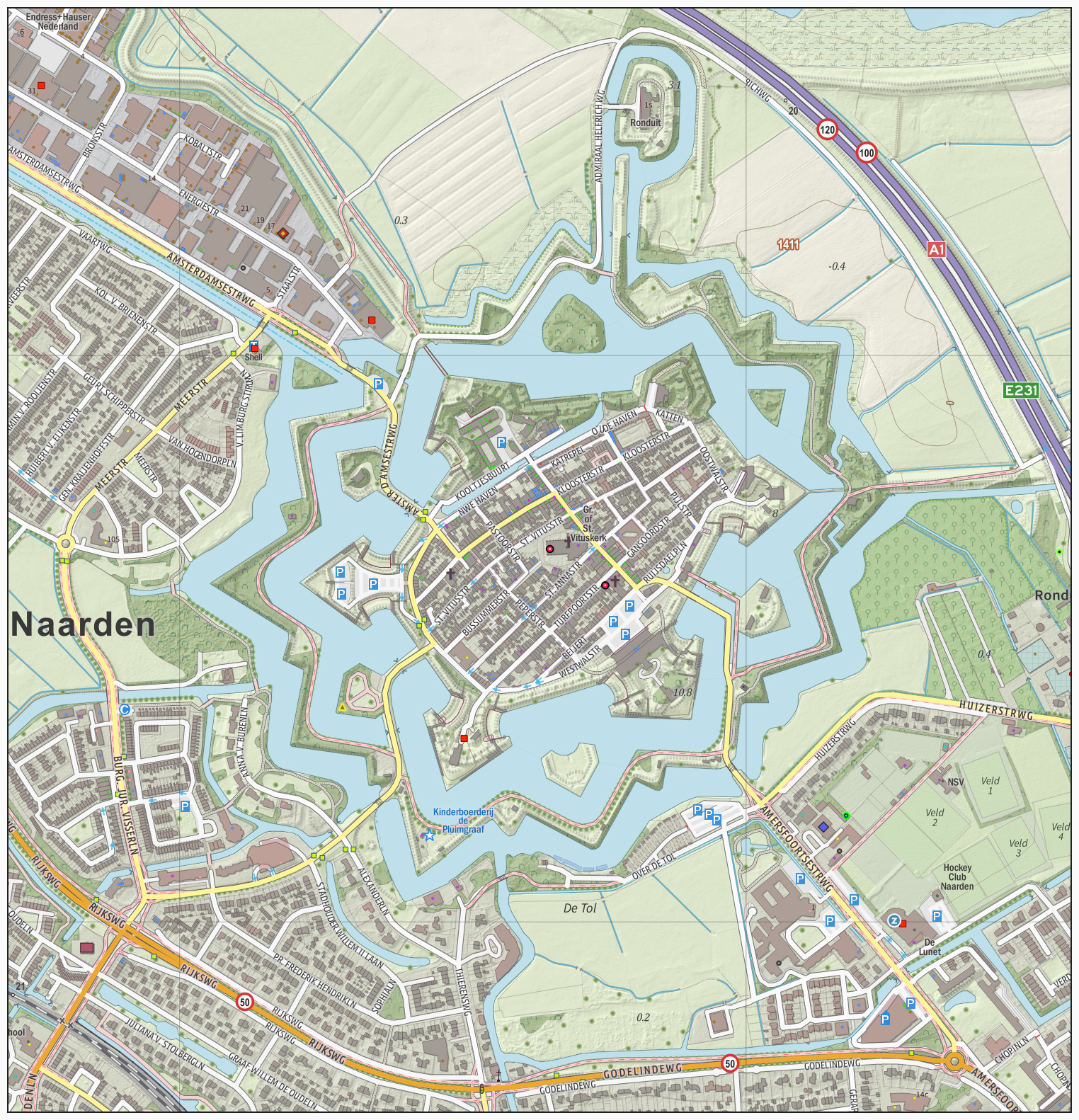
Mapa de la fortalesa de Naarden.

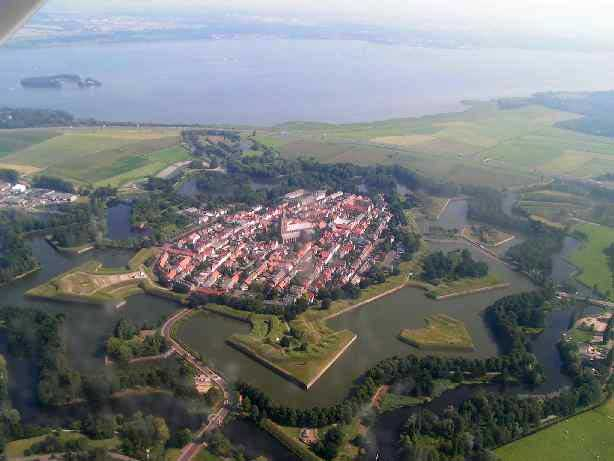
La fortalesa de Naarden vist des de l'aire, amb la seva peculiar forma d'estrella.

Naarden té una de les fortaleses més ben conservades d'Europa, però és sobretot coneguda per la seva forma d'estrella. La fortalesa té sis baluards, una paret doble i un doble anell de canals. Hi ha un espai generós per a caminar per la fortificació. L'extensa fortalesa dissenyada per Adriaen Anthonisz, de la qual encara es mantenen parts del segle xvii, resta en gran part oberta al públic.
La fortalesa forma part de la Nieuwe Hollandse Waterlinie i també acull el Museu de la Fortalesa dels Països Baixos al baluard Turfpoort. Aquí el visitant pot veure com una fortalesa protegeix dels atacs i gaudir de la col·lecció d'objectes des del 1350 fins al 1945, entre d'altres. La fortalesa també acull la biennal FotoFestival Naarden. Tota la fortalesa fou propietat estatal fins al 15 de gener de 2016, quan es va transferir a l'Organització Nacional de Monuments; després de deixar de fer funció militar, algunes parts foren transferides successivament de Defensa a la cartera de la Agència d'Edificis Governamentals. La fortalesa és un Monument Nacional.

### Església Grossa de Sant Vit

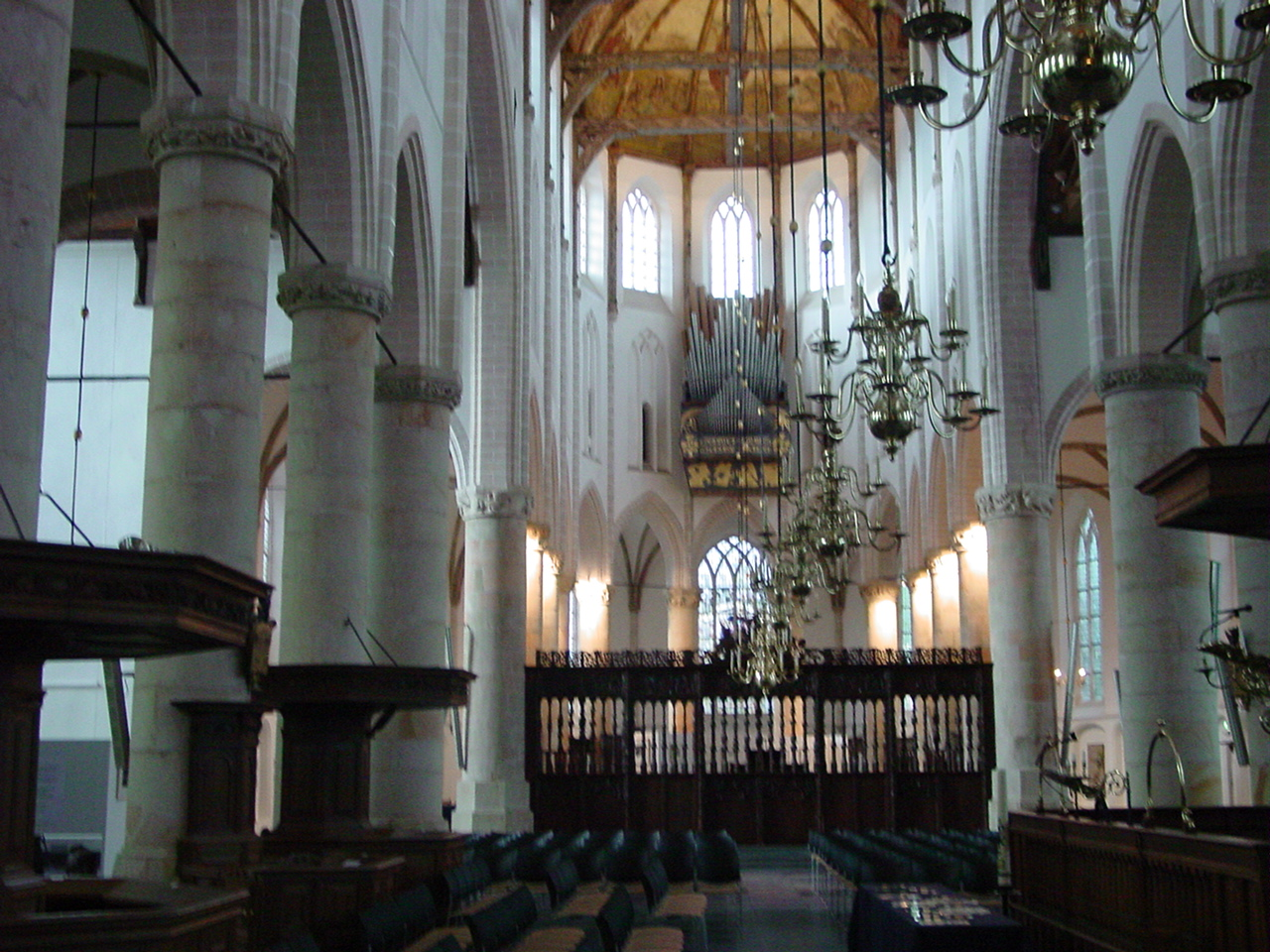
Església Grossa de Sant Vit.

L'Església Grossa de Sant Vit (Grote of Sint-Vituskerk) és una gran basílica gòtica dels segles xiv i XV. Al final del segle xv, l'església es va convertir en un lloc de pelegrinatge en adquirir relíquies de Sant Vit. L'església ha estat reformada des del 1576. També cal destacar-ne les voltes de fusta amb pintures de volta del segle xvi. Cada any durant el Divendres Sant, l'església és l'escenari de la representació de la Passió segons sant Mateu de Johann Sebastian Bach, organitzada per la Societat Bach dels Països Baixos, especialment coneguda en ser visitada tradicionalment per membres del govern i altres personalitats de la societat neerlandesa. Cada temporada d'estiu també s'organitzen concerts als dos orgues que posseeix l'església (Bätz-Witte i el petit de Flentrop).

### Portes de la ciutat
Naarden posseïa des de 1673 fins a 1915 dues portes de la ciutat: la Utrechtsche Poort i l'Amsterdamsche Poort. Per motius de defensa, es va construir una carretera (Kapitein Meyerweg) a través de les muralles al costat de la Utrechtsche Poort, que va ser renovada el 1877 i reformada el 1877. La porta es va conservar i ara es coneix com a Utrechtse Poort. L'Amsterdamsche Poort i la seva porteta adjunta per l'aigua, construïdes entre 1683 i 1685, van ser enderrocades el 1915. El 1939 es va construir una tercera carretera que uneix les muralles en direcció a Bussum. Aquesta carretera és coneguda pels habitants de Naarden amb el nom de De Doorbraak.

### La casa espanyola

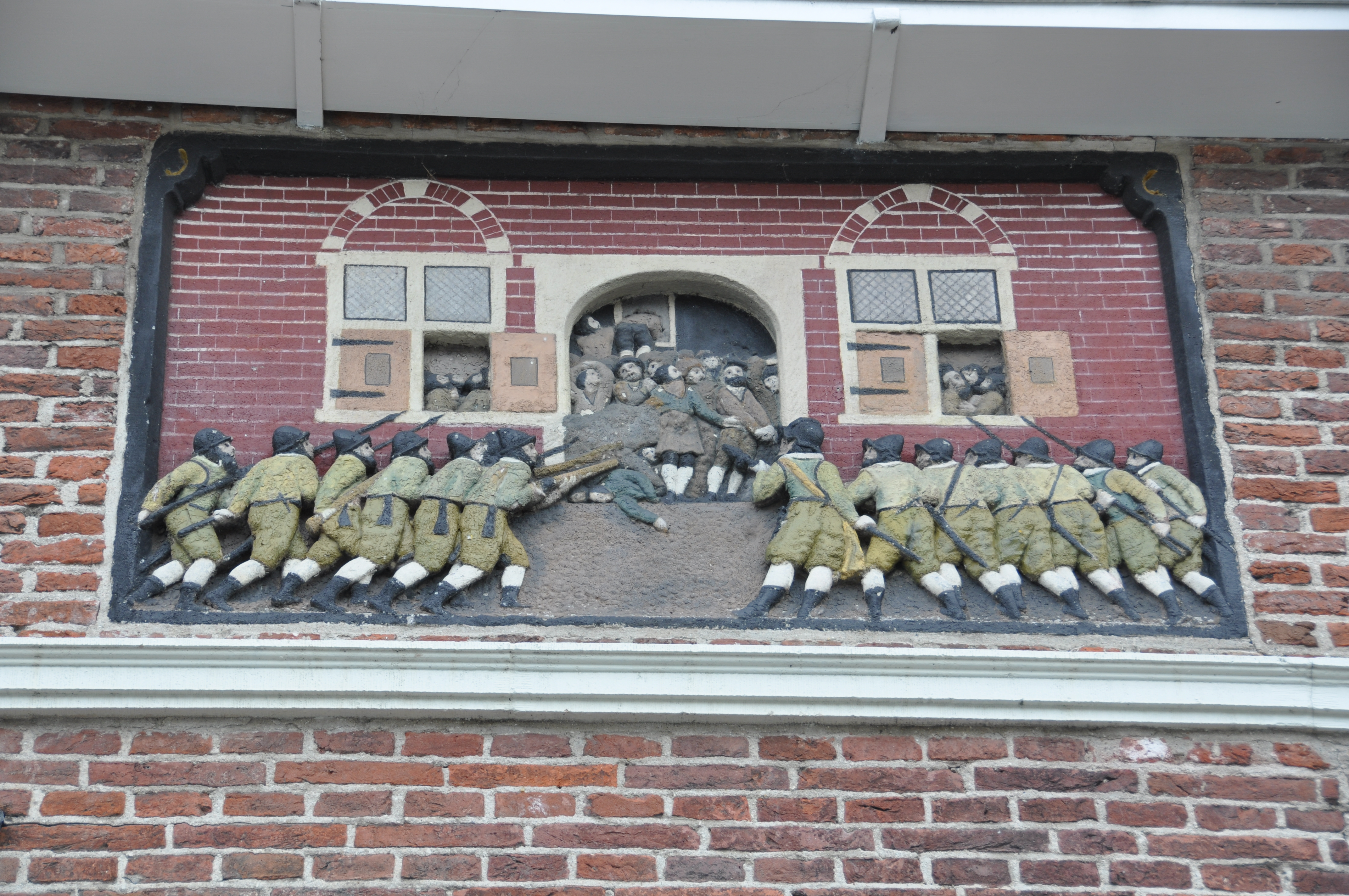
Placa que recorda la massacre de Naarden de 1572.

La casa espanyola és un dels darrers edificis medievals que queden a la ciutat. Probablement fou una casa d'hostes o la capella d'una casa d'hostes. Durant la conquesta de Naarden per part dels espanyols, l'edifici va fer les funcions d'ajuntament. A la façana encara hi ha dos maons enfrontats que recorden la massacre comesa pels espanyols l'any 1572 a 700 habitants que van ser assassinats quan esperaven una solució pacífica després de la rendició de Naarden. Més endavant, l'edifici es va utilitzar com a "casa de pesos" (lloc on es definia el valor dels béns a partir del seu pes), com a fleca militar i com a museu Comenius. Des de l'any 2012, la casa espanyola és la seu del Museu dels Pesos.

### Ajuntament

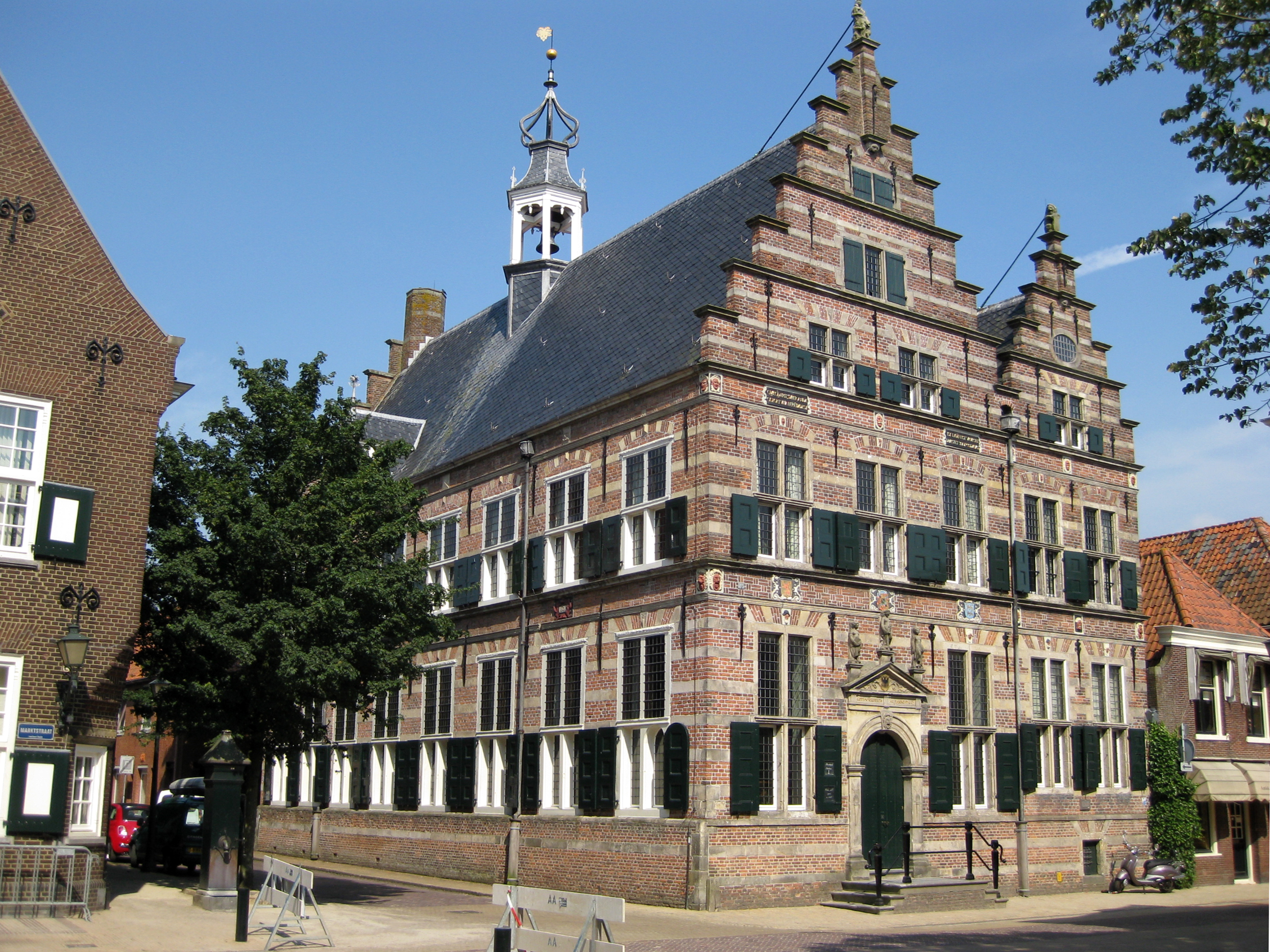
Ajuntament de Naarden.

L'edifici de l'ajuntament data del 1601 i és un clar i bell exemple de l'estil renaixentista holandès. Té una carena de doble esglaó és molt característica. Fins a l'any 2016, l'edifici feia les funcions de seu de l'ajuntament de Naarden: reunions municipals, casaments i actes culturals. Des de la desaparició del municipi de Naarden, l'ajuntament és un museu.

### Naarderbos
El Naarderbos és un bosc que es troba al Gooimeer entre Muiderberg, Naarden i l'autopista A1. Consta d'una àrea d'esbarjo, un camp de golf, un port esportiu, una zona residencial i un parc empresarial. La zona residencial i el port esportiu van ser construïts a la dècada dels vuitanta.

### Centre Teosòfic Internacional
El Centre Teosòfic Internacional es troba en una finca de Naarden, al bosc proper al Gooimeer.

### Comenius

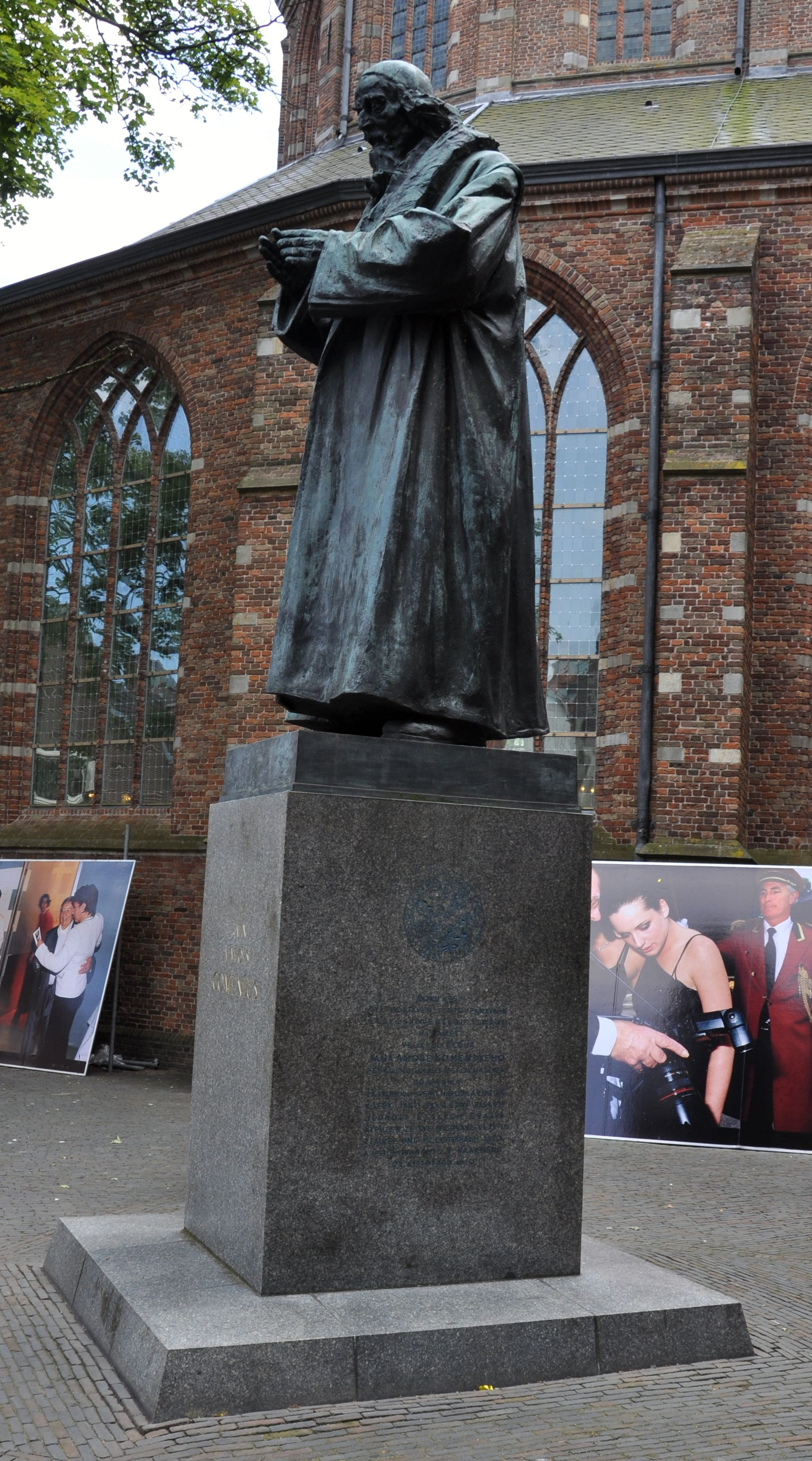
Estàtua de Comenius a l'Església de Sant Vit de Naarden.

El famós filòsof, gramàtic i teòleg Jan Amós Comenius fou enterrat a Naarden després de la seva mort el 1670. En realitat, Comenius havia d'haver estat enterrat a Amsterdam, però no hi havia diners per a fer-ho. Llavors es va decidir enterrar-lo a l'Església valona, un antic monestir de Naarden. Actualment, el Mausoleu de Comenius està obert al públic. Els vitralls es van restaurar l'estiu del 2007 per encàrrec de l'Agència d'Edificis del Govern. Al costat del mausoleu hi ha un petit però interessant 'Comeniusmuseum'; parcialment equipat amb una col·lecció permanent sobre Comenius i la seva àrea de treball. Per una altra part, hi ha exposicions itinerants.

## Galeries i càterings
Naarden té sis galeries dins de la fortalesa, dedicades a l'art modern i africà, així com cinc botigues d'antiguitats i souvenirs. Hi ha una quinzena de restaurants dins de la fortalesa, a més d'algunes cafeteries. L'atracció més famosa del De Vesting és Het Arsenaal, una botiga de mobles establerta a l'antic arsenal, creada pel dissenyador Jan des Bouvrie.

## Personatges il·lustres
- Willem Arondeus, activista homosexual i resistent antinazi.
- Jan Amós Comenius hi té la seva tomba
- Hans Lodeizen (1924-1950), poeta
- Salomon van Ruysdael, pintor